# Carl Edward Wilhelm Piper

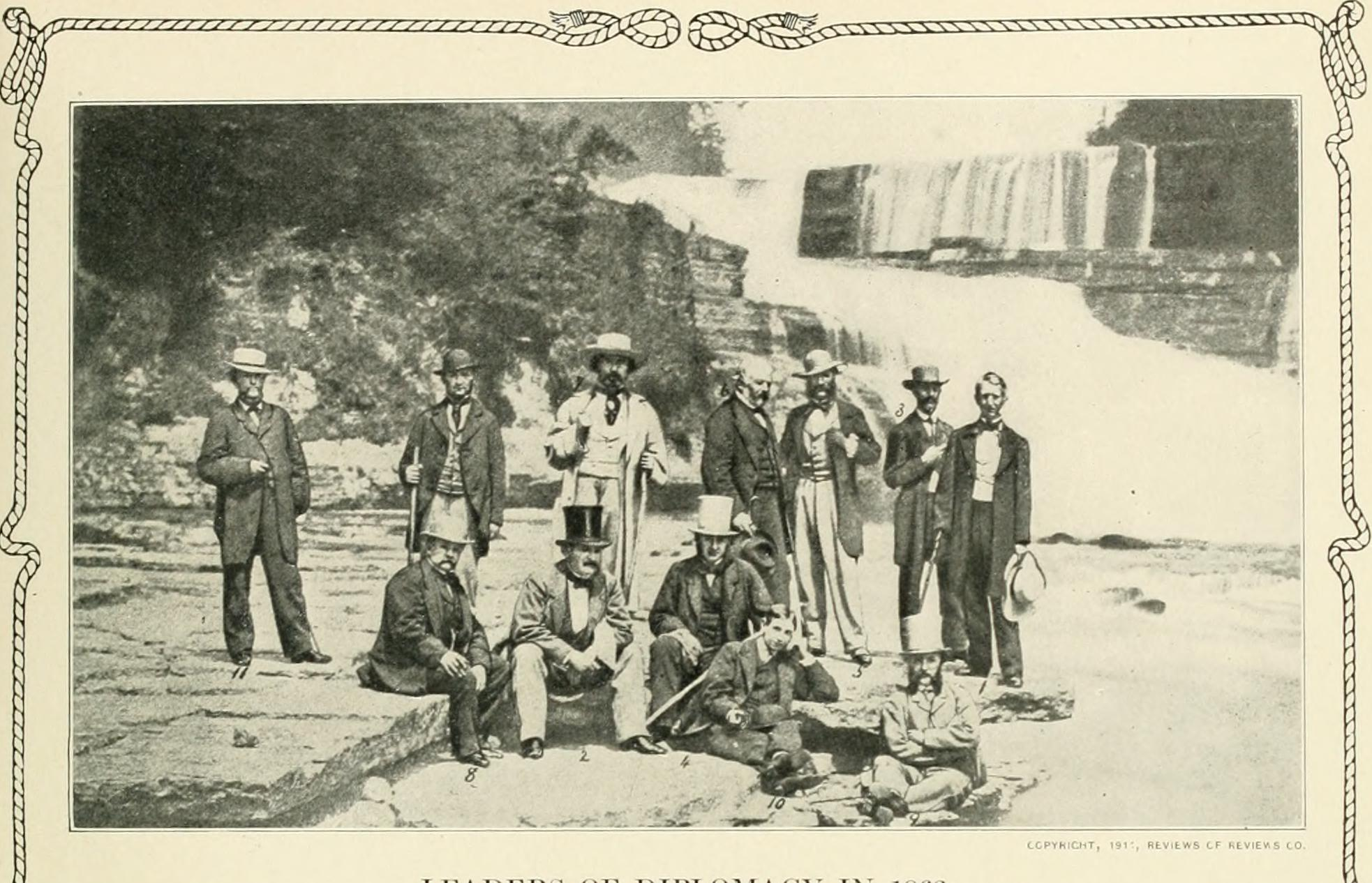
Nordstaternas utrikesminister William H. Seward tillsammans med utländska diplomater på utflykt 1863. Edward Piper är nummer 8, sittande längst till vänster på bilden.

Carl Edward Wilhelm Piper, född 28 januari 1820, död 25 september 1891, var en svensk greve och diplomat, sonson till Sofia Piper.
Piper blev 1853 andre sekreterare i Utrikesdepartementet, 1855 legationssekreterare i Köpenhamn och 1856 i Paris samt 1857 chargé d'affaires i Turin. Piper var därefter 1861-64 svensk-norsk ministerresident och generalkonsul i Washington, D.C. (d.v.s. under amerikanska inbördeskriget), 1866-72 envoyé och tillförordnad generalkonsul i Rom. Åren 1872-77 var han envoyé i Wien och München samt från 1877 till sitt avskedstagande 1890 envoyé i London. 
Piper åtnjöt, enligt Nordisk familjebok, välförtjänt anseende som dugande diplomat.

## Utmärkelser

### Svenska utmärkelser
- Kommendör med stora korset av Nordstjärneorden, 5 december 1872.[3]
- Kommendör av Nordstjärneorden, 3 maj 1865.[3]
- Riddare av Nordstjärneorden, 26 augusti 1859.[3]

### Utländska utmärkelser
- Storkorset av Bayerska Sankt Mikaels förtjänstorden, 10 maj 1877.[3]
- Storkorset av Danska Dannebrogorden, 27 maj 1872.[3]
- Kommendör av första graden av Danska Dannebrogorden, 24 december 1863.[3]
- Riddare av Danska Dannebrogsorden, 13 september 1856.[3]
- Riddare av Franska Hederslegionen, 15 juli 1859.[3]
- Storkorset av Italienska Sankt Mauritius- och Lazarusorden, 11 november 1866.[3]
- Kommendör av Italienska Sankt Mauritius- och Lazarusorden, 29 juli 1861.[3]
- Storkorset av Italienska kronorden, 28 november 1872.[3]
- Storkorset av Norska Sankt Olavs orden, 7 juli 1881.[3]
- Riddare av Norska Sankt Olavs orden, 22 juni 1863.[3]
- Kommendör av Persiska Lejon- och solorden, 1859.[3]
- Storkorset av Österrikiska Leopoldsorden, 5 juni 1877.[3]
- Riddare av första klassen av Österrikiska Järnkroneorden, 4 november 1873.[3]